# درميس
جنس الإيمو أو الدرميس أو الأَمُو (الاسم العلمي:Dromaius) هو جنس من الطيور يتبع فصيلة الدرميسية من رتبة الشبنميات.

## أنواع الدرميس
- درميس أسترالي (الاسم العلمي:Dromaius novaehollandiae) وهو الوحيد المتبقي
- درميس أسود (الاسم العلمي:Dromaius ater) وهو نوع منقرض
- درميس بوديني (الاسم العلمي:Dromaius baudinianus) وهو نوع منقرض
- درميس تسماني (الاسم العلمي:Dromaius novaehollandiae diemenensis) وهو نوع منقرض